# Triple 9
Triple 9 (Triplo 9 (título em Portugal) ou Polícia em Poder da Máfia (título no Brasil)) é um filme americano de crime-suspense e assalto, dirigido por John Hillcoat e escrito por Matt Cook. O filme é estrelado por Casey Affleck, Chiwetel Ejiofor, Anthony Mackie, Aaron Paul, Norman Reedus, Woody Harrelson, Kate Winslet, Clifton Collins Jr., Michael K. Williams, Teresa Palmer e Gal Gadot. O filme está programado para ser lançado em 26 de fevereiro de 2016 nos Estados Unidos pela Open Road Films. 

## Enredo
O filme é composto por um grupo de criminosos e policiais corruptos que se encontram em sérios apuros. A máfia russa está chantageando-os, e a única maneira de lidar com eles é  executar o que se acredita ser um assalto extremamente desafiador.  Tão impossível quanto possa parecer, eles eventualmente criam um plano: de um lado da cidade, metade da tripulação irá planejar o assassinato de um policial novato chamado Chris Allen (Casey Affleck), e enquanto o resto da força é distraído por uma chamada 999 ("oficial down"), a outra metade dos policiais corruptos vai puxar fora do trabalho.

## Elenco do Pensonagens
- Casey Affleck como Chris Allen

Um policial jovem, que foi criado para ser morto em um encenado 999, nomeado por policiais corruptos e criminosos, a fim de realizar um assalto.
- Chiwetel Ejiofor como Michael Belmont

Líder dos policiais corruptos e do grupo criminoso, é o "cabeça" por trás do 999 e do roubo.
- Anthony Mackie como Marcus Atwood

Um policial de rua esperto, corrupto e parceiro de Chris Allen, que ajuda na criação Allen como alvo 999.
- Aaron Paul como Gabe Welch

Um ex-policial que faz parte dos policiais corruptos e do grupo criminoso. Ele é o irmão de Russel Welch.

- Norman Reedus como Russel Welch

Faz parte de policiais corruptos e do grupo criminoso e irmão de Gabe Welch
- Woody Harrelson como Sergeant Detective Jeffrey Allen

Tio de Chris Allen, que investiga as atividades da máfia russa e seu envolvimento com o Departamento de Polícia. 
- Kate Winslet como Irina Vlaslov

A moll máfia russa-israelense descrito por Hillcoat como "uma peça muito glamourosa, desagradável de trabalho". Ela chantageia o grupo de policiais corruptos e criminosos para realizar o assalto. 

- Clifton Collins, Jr. como Jorge Rodriguez
- Michael K. Williams[10]
- Teresa Palmer como Michelle Allen
- Gal Gadot
- Luis Da Silva como Pinto

## Produção

### Desenvolvimento
O projeto foi anunciado pela primeira vez em agosto de 2010 com o diretor John Hillcoat, e com roteiro drama e crime de Matt Cook's. O filme será estrelado por Shia LaBeouf, e Steve Golin para a produção. [11] O roteiro de Cook foi incluído em roteiros lista negra de 2010. [12] Hillcoat confirmou sua direção do filme mais tarde, em maio de 2012, adicionalmente, a escalação de LaBeouf e Nick Cave vai marcar a gravação da música para o filme. [13] Mais tarde, Cave deixou o projeto e Atticus Ross veio a assumir, para compor o início da gravação da música para o filme. [1] Em fevereiro 2014, a Open Road Films adquiriu os direitos de distribuição dos EUA para o filme [14] e a Worldview Entretenimento vieram se juntou para financiar o filme depois da saída de Panorama de mídia.

### Elenco
O filme passou por muitas mudanças de elenco. Shia LaBeouf foi inicialmente anexado para estrelar o filme, mas depois deixou o projeto e foi substituído por Charlie Hunnam. [16] Em dezembro de 2013, Hunnam também deixou o projeto e foi substituído por Casey Affleck. [17] Em agosto de 2013, Cate Blanchet e Christoph Waltz estavam em negociações para se juntar ao elenco [18], mas depois desistiu, e a Winslet e o Woody Harrelson substituíram. [19] [20] O elenco foi completo em março de 2014, como Aaron Paul, Norman Reedus, Chiwetel Ejiofor, Casey Affleck, Anthony Mackie, Gal Gadot, Teresa Palmer e Clifton Collins Jr. 

Hillcoat falou sobre cronograma das filmagem e disse que, "É um desafio, organizar horários para todos e tentar realizar algo com oito personagens principais. Eu nunca trabalhei em algo parecido com isso."

### Filmagens
A filmagem principal começou em 28 de Maio de 2014, em Atlanta, Georgia. [23] [24] Em 5 de junho, as filmagens ocorreram no centro de St. Regis em Buckhead, Atlanta com Winslet. [25] As filmagens ocorreram no Centennial Olympic Park Drive, Atlanta de 23 de junho a 25 de junho de 2014. [26] No início de julho, as filmagens foram mudadas para Decatur, cenas foram filmadas a partir de julho 09/12 /2014, 200 blocos de Kings Highway. Além disso trechos de Ansley e Kings Highway na rua também também vieram a ser usados para estabelecer tiros. [27] Cenas também foram filmadas na White Street, South East de Westview Cemetery, Atlanta Geórgia. [28] Em 17 de julho, 2014, uma cena foi filmada em Atlanta com reais paramédicos, oficiais da SWAT e agentes da polícia, juntamente com o elenco principal. [29] Devido à forte chuva, algumas cenas permaneceram inacabadas, tirando em Centennial Olympic Park, onde as filmagens novamente decorreram de 05-06 agosto de 2014. [30 ] Depois que as filmagens foram envolvidas.

## Música
Atticus Ross compôs a música para o filme junto com sua esposa Claudia Sarne, irmão Leopold Ross e Bobby Krlic. [1] Falando sobre a música do filme, Ross disse que "ele [Hillcoat] teve uma visão particular para a música neste filme que era eletrônica soando muito crús e com um saxofone bizarro lá. Com este filme, era difícil porque estávamos  tentando obter o direito de história e um iria escrever a música, mas depois das cenas iria mudar ao redor e tudo se tornaria redundante. Por isso, foi um pouco de trabalho ". [32] A versão de This Little Piggy foi destaque no trailer do filme.

## Lançamento
Em 27 de agosto, 2014, Open Road iria definir o filme para um lançamento em todo o país em 11 de setembro de 2015. [34] Mas em 10 de junho de 2015 foi anunciada que a data de  lançamento do filme passou de 11 de setembro de 2015 para 4 de março, 2016. [35] Em outubro de 2015, a data de lançamento foi adiantada para 26 de fevereiro de 2016. 

### Promoção
O primeiro trailer do filme foi lançado em 5 de outubro de 2015.